# Motorworld Köln

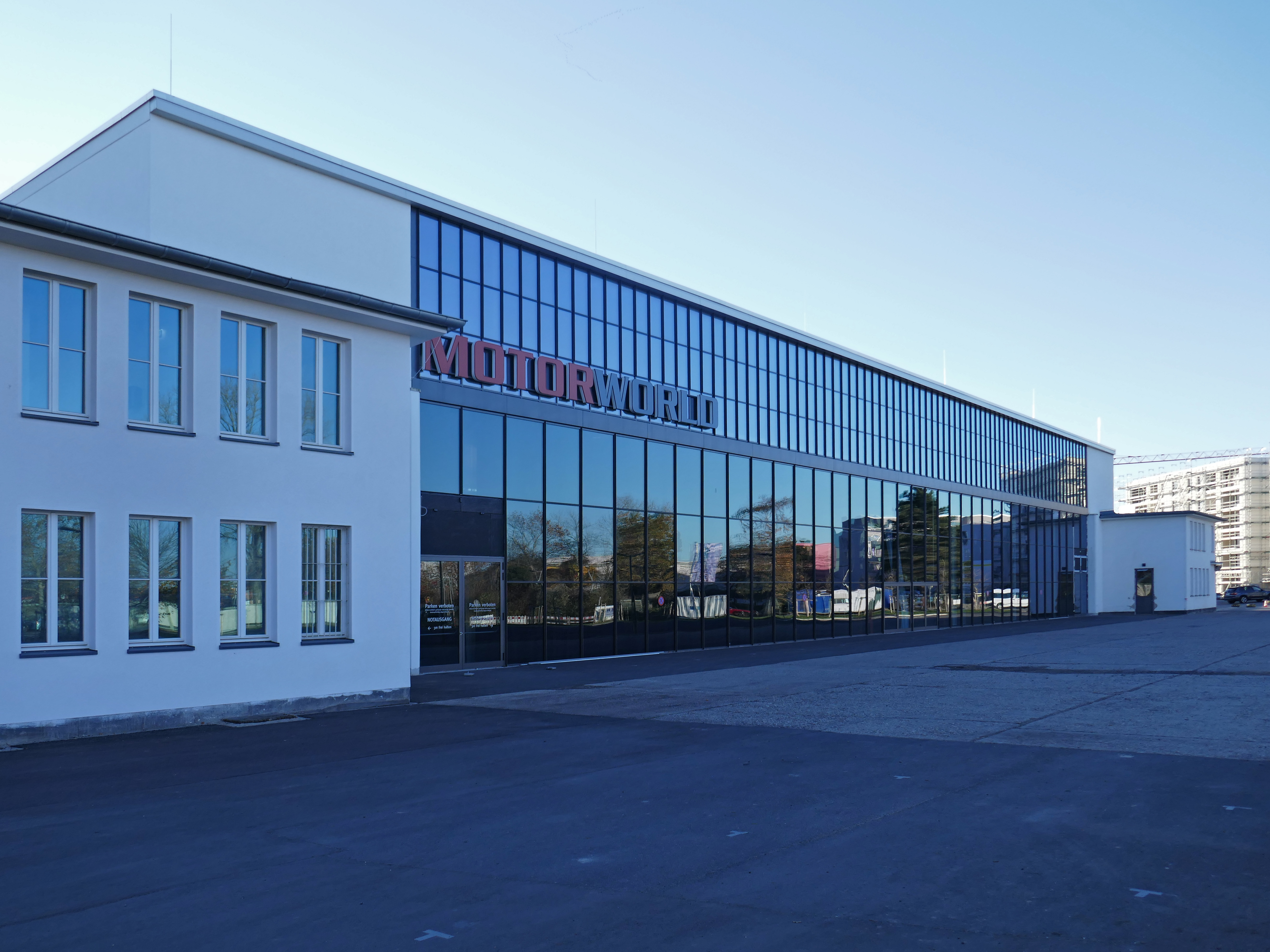
Motorworld Köln

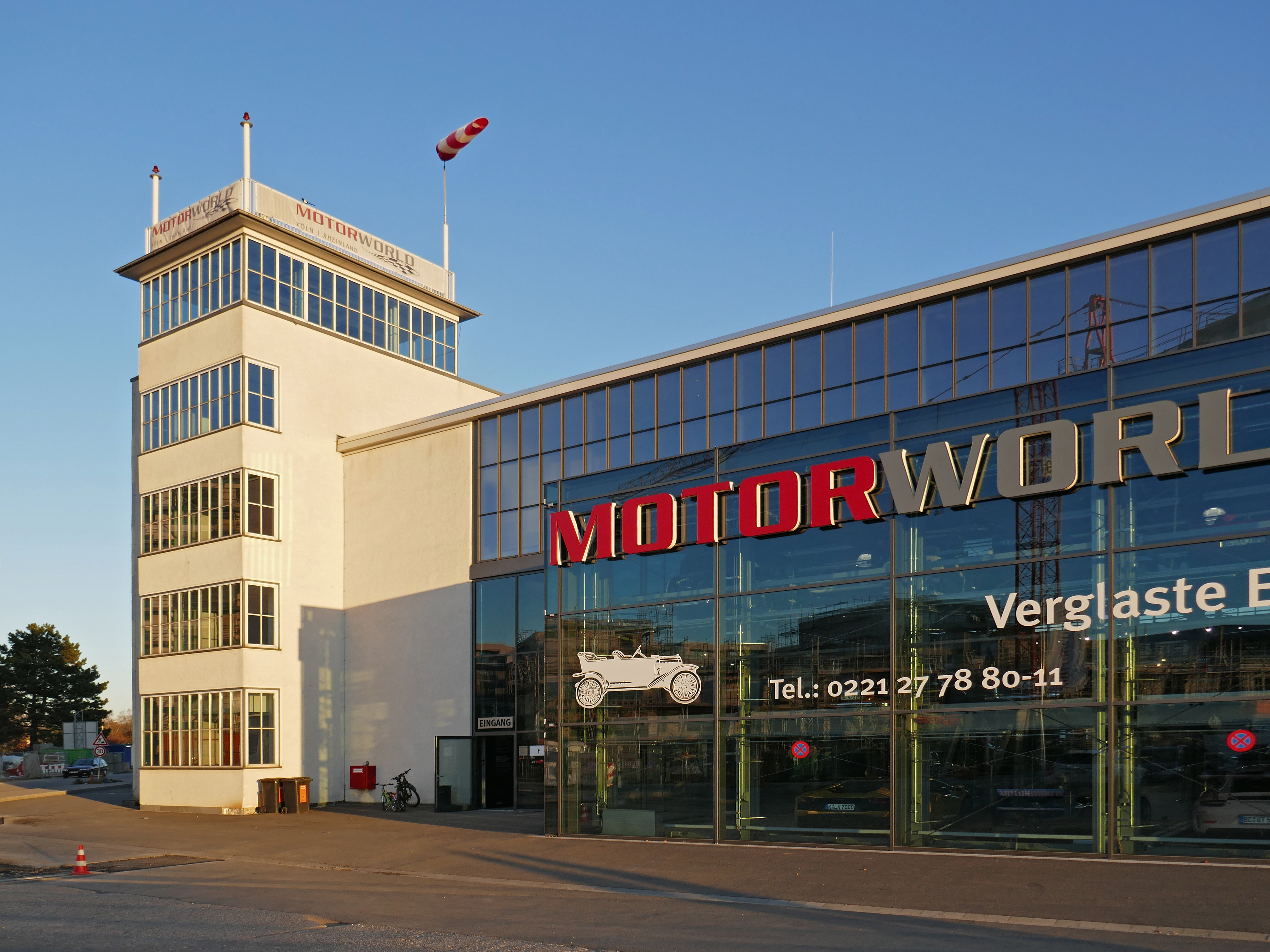

Die Motorworld Köln – Rheinland ist ein Dienstleistungszentrum rund um Oldtimer- und Sammlerfahrzeuge mit den Schwerpunkten Handel, Lagerung, Werkstätten und Zubehörgeschäften. Sie beherbergt eine ständige Automobilausstellung. Der zehnte Standort der Motorworld wurde auf dem Gelände des ehemaligen Flughafens Butzweilerhof Köln am 16. Juni 2018 eröffnet.
Die Motorworld beinhaltet unter anderem die Dauerausstellung Michael Schumacher Private Collection. Der Standort dient als Veranstaltungsort, er umfasst u. a. ein Hotel und mehrere Gastronomiebetriebe. Im Rahmen der meist frei zugänglichen Ausstellungen werden die Geschichte der Luftfahrt und Motorisierung mit Bezug auf die Domstadt dargestellt; die Themen können durch Besucherführungen vertieft werden.
Auch Basketball wird in der Motorworld gespielt. Die RheinStars Köln nutzen die Motorworld ab der Saison 2025/2026 für ihre Heimspiele.
Träger ist die Motorworld Group.